# Analyse comparatives des serveurs Web
 (février 2017).
Si vous disposez d'ouvrages ou d'articles de référence ou si vous connaissez des sites web de qualité traitant du thème abordé ici, merci de compléter l'article en donnant les références utiles à sa vérifiabilité et en les liant à la section « Notes et références ».
L'analyse comparative de serveur Web consiste à estimer les performances d'un serveur web afin de vérifier si le serveur peut supporter une charge de travail élevée.

## Les principaux paramètres
La performance est généralement mesurée en termes de:
- Nombre de demandes qui peuvent être servis par seconde (selon le type de demande, etc.);
- Temps de latence c'est le temps de réponse en millisecondes, pour chaque nouvelle connexion ou demande;
- Le débit, en octets par seconde (selon la taille du fichier, avec du contenu mis en cache ou pas, la bande passante réseau disponible, etc.).

Les mesures doivent être effectuées avec une charge variable de clients et de demandes client.

## Outils pour l'analyse comparative
Les tests de charge (stress/tests de performance) d'un serveur web peuvent être effectuées à l'aide de l'automatisation et des outils d'analyse tels que:
- ApacheBench (ou ab), un programme en ligne de commande fourni avec le Serveur HTTP Apache
- Siège, un outil open-source d'analyse comparative et de test de charge pour le  serveur web Nginx
- Apache JMeter, un outil open-source Java de test de charge
- Curl-chargeur, un logiciel de test de performance, outil open-source
- Httperf, un programme en ligne de commande développé à l'origine par HP Labs
- OpenSTA, pour les systèmes d'exploitation basé sur l'interface graphique de Microsoft Windows

## Application Web d'analyse comparatives
Application Web d'analyse comparatives mesure les performances des serveurs d'applications et des serveurs de base de données utilisés pour héberger des applications web. TPC-W était une référence commune émulant une librairie en ligne générant artificiellement la charge de travail.